# Lythe
Lythe – wieś w Anglii, w hrabstwie North Yorkshire, w dystrykcie (unitary authority) North Yorkshire. Leży 66 km na północny wschód od miasta York i 335 km na północ od Londynu. W 2001 miejscowość liczyła 465 mieszkańców.